# هتل نیمه کاره کلاردشت
هتل نیمه کاره کلاردشت مربوط به دوره پهلوی اول است و در شهرستان چالوس، شهر کلاردشت، جنب شهرداری واقع شده و این اثر در تاریخ ۲۳ بهمن ۱۳۸۵ با شمارهٔ ثبت ۱۷۳۵۵ به‌عنوان یکی از آثار ملی ایران به ثبت رسیده است.